# Vosea
Vosea is een geslacht van zangvogels uit de familie honingeters (Meliphagidae). De geslachtsnaam is een eerbetoon aan Charles R.Vose, een vriend van de soortauteur.
Het geslacht kent de volgende soort:
- Vosea whitemanensis – Whitemanhoningeter